# (479) Caprera
(479) Caprera est un astéroïde de la ceinture principale découvert par Luigi Carnera le 12 novembre 1901.